# Tragic Kingdom
Tragic Kingdom este al treilea album de studio al formației No Doubt. A fost lansat pe 10 octombrie 1995 sub egida casei de discuri Trauma Records, o divizie a Interscope Records. Albumul a fost produs de Matthew Wilder, mixat de Paul Palmer și înregistrat în 11 studiouri din Los Angeles între martie 1993 și octombrie 1995. Între 1995 și 1998 au fost lansate șapte piese de pe album, inclusiv „Just a Girl” (primul lor cântec care a intrat în clasamentele Billboard Hot 100 și UK Singles Chart) și „Don't Speak” (cel mai de succes single al grupului).
Albumul a fost primit, în general, cu recenzii pozitive de la criticii de specialitate. La premiile Grammy din 1997, formația a fost nominalizată pentru „Cel mai bun artist nou” și „Cel mai bun album rock”. Tragic Kingdom a fost distribuit în peste 16 milioane de exemplare internațional, primind disc de diamant în Statele Unite și Canada, platină în Regatul Unit și triplu disc de platină în Australia. Acesta a ajutat la reînvierea popularității muzicii ska din anii 1990, determinând casele de discuri să semneze contracte cu mai multe formații ska, ajutându-le să primească o atenție mai mare din partea publicului. Tragic Kingdom a fost plasat pe locul 441 în lista celor mai bune 500 de albume ale tuturor timpurilor conform revistei Rolling Stone.
No Doubt a pornit într-un turneu internațional pentru a-l promova. Acesta a început pe 12 aprilie 1997 și a durat doi ani și jumătate. Un concert de la începutul anului 1997 de la Honda Centre a fost filmat și lansat sub numele Live in the Tragic Kingdom pe VHS și mai târziu, DVD.

## Istoria albumului
No Doubt și-au lansat albumul de debut în 1992, la un an după ce semnaseră cu Interscope Records. Muzica lor similară cu pop-ul contrasta puternic cu muzica grunge, foarte populară în acea perioadă în Statele Unite. Albumul a fost distribuit în aproximativ 30.000 exemplare; directorul de programe pentru KROQ-FM, un post radio din Los Angeles pe care formația îl abordase, a declarat: „Ar fi un semn divin dacă această formație reușește să ajungă la radio.”
No Doubt au început lucrul la al doilea album în 1993, dar Interscope a respins majoritatea materialului, care fusese scris de Gary Angle, și l-au adus pe Matthew Wilder în locul lui. Eric Stefani nu dorea să ofere controlul creativ cuiva din afara grupului, renunțând curând să mai înregistreze sau să repete cu formația. I-a încurajat pe ceilalți membri să scrie cântece, dar uneori se simțea amenințat de acest lucru. Eric a devenit depresiv iar in septembrie 1994 a încetat să participe la repetiții, deși acestea aveau adesea loc în casa lui. Curând avea să părăsească formația pentru a urma o carieră în animație, lucrând la serialul The Simpsons. Basistul Tony Kanal s-a despărțit apoi de Gwen Stefani, cu care fusese împreună de șapte ani.
Grupul a hotărât să-și producă singuri următorul album, înregistrând astfel al doilea album de studio, The Beacon Street Collection, într-un studio realizat acasă. Albumul a fost promovat de două piese, „Squel” și „Doghouse”, fiind lansate de propria casă de discuri, Beacon Street Records. În ciuda faptul că disponibilitatea materialului era limitată, acesta a fost vândut 100.000 de exemplare în anul lansării. Independența formației și succesul neașteptat al albumului a atras atenție casei de discuri Interscope, care le-au promis finanțarea unui al treilea album.

## Producția

„Tragic Kingdom” („Regatul tragic”) este un joc de cuvinte referitor la titlul de „Magic Kingdom” („Regatul magic”) sub care mai este cunoscut parcul Disneyland.

Tragic Kingdom a fost înregistrat în 11 studiouri din Los Angeles, începând din martie 1993, fiind lansat doi ani și jumătate mai târziu, în octombrie 1995. În timpul uneia dintre sesiuni, grupul l-a cunoscut pe Paul Palmer, care lucrase anterior cu Bush, fiind interesat să lucreze la noul album No Doubt. După mixajul primul single, „Just a Girl”, Palmer a continuat cu restul albumului. Acesta dorea să lanseze albumul prin propria casă de discuri, Trauma Records, care era deja asociată Interscope, reușind să obțină contractul.
Albumul este numit după porecla pe care un profesor de-al lui Dumont din clasa a șaptea o dăduse parcului Disneyland din Anaheim, California, unde membrii grupului au crescut. Titlul este un joc de cuvinte referitor la titlul de „Magic Kingdom” („Regatul magic”) sub care mai este cunoscut Disneyland. Fotografiile pentru album au fost realizate de Daniel Arsenault. Gwen este prezentată în prim plan, restul membrilor stând pe o pajiște pe fundal. Gwen a insistat ca Eric să apară pe coperta albumului - un motiv de dispută pentru grup - considerând că deși acesta a abandonat proiectul, a contribuit substanțial la realizarea acestuia. Eric poate fi văzut la depărtare, privind în altă direcție. Fotografiile au fost realizate pe străzile din Orange County și pe o pajiște. Rochia roșie purtată de Gwen pentru copertă a fost împrumutată Hard Rock Cafe, fiind mai târziu expusă la Fullerton Museum Center, într-o expoziție numită „The Orange Groove: Orange County's Rock n' Roll History”. Rochia, evaluată la 5.000 dolari americani, a fost furată din expoziție în ianuarie 2005.

## Muzica

### Stilul muzical
Tragic Kingdom folosește o varietate de genuri muzicale. Third wave ska și ska punk (fuziune între ska și punk rock) sunt genurile care predomină. Piesele incluse prezintă și elemente de New Wave, pop, și post-grunge, precum și ritmuri dance influențate de reggae, ska, flamenco, și Tejano, printre altele. Cornul francez este de asemenea prezent, pe lângă instrumentele formației.

### Versurile
Majoritatea versurilor de pe Tragic Kingdom au fost scrise de vocalista Gwen Stefani, reflectând experiențele ei de viață. Versurile de pe No Doubt și The Beacon Street Collection fuseseră scrise, în mare, de Eric Stefani, care părăsise formația înainte ca Tragic Kingdom să fie finalizat. Astfel, stilul muzical s-a schimbat. Chitaristul Tom Dumont a explicat schimbarea într-un interviu pentru Backstage Online:
| “ | Păi, este un motiv pentru care felul în care sună muzica noastră s-a schimbat și asta n-am făcut-o pentru a vinde mai mult. Ușor pentru mine să zic. Eric obișnuia să scrie majoritatea cântecelor noastre. A fost forța creativă principală în formație, ani de zile. Și la un moment dat după ce primul album a apărut, a avut o chestie personală, gen nu-i plăcea să plece în turneu, nu-i plăcea nimic de genul. Îi plăcea doar să stea și să scrie cântece. Ăsta e el. E partea artistică, D-l Creativitate totală. Avem un stil mai simplu. Nu suntem chiar genii ca el, cred. Albumul ăsta a fost prima noastră încercare. A fost prima dată când Gwen chiar a scris toate versurile, așa că pentru mine, a fost opusul încercării de a vinde mai mult[;] am făcut ceva ce e mai personal. În trecut, Eric scria cântece despre viața lui și Gwen le cânta. Acum o avem pe Gwen cântând și scriind despre propriile experiențe. E mai natural. E cântăreață, ar trebui să cânte despre ea sau să cânte despre ce vrea să cânte. Cred că ea e motivul principal pentru care stilul nostru muzical s-a schimbat. | ” |

### Extrase pe single
Primul extras pe single de pe Tragic Kingdom a fost "Just a Girl", pe care Gwen a compus-o fiind exasperată cu stereotipurile despre femei și grija tatălui ei când se întorcea cu mașina târziu de la iubitul ei. A atins locul 23 în Billboard Hot 100 și 10 în Modern Rock Tracks. Piesa a intrat și în UK Singles Chart, atingând locul 38 cu lansarea originală și locul trei, după ce a fost relansată. Al doilea single, "Spiderwebs", a fost compus pornind de la premisa unei femei neinteresate de un bărbat și încercarea să-i evite apelurile telefonice insistente. A ajuns pe locul 5 în Billboard Modern Rock Tracks chart, locul 11 în Billboard Top 40 Mainstream, și 16 în UK Singles Chart.
Al treilea single a fost balada "Don't Speak", o compoziție despre despărțirea dintre Stefani și Kanal. S-a clasat pe locul întâi în Billboard Hot 100 Airplay, unde a stat timp de 16 săptămâni, un record la acea vreme, fiind depășit de formația Goo Goo Dolls în 1998. Cântecul nu s-a putut clasa în Billboard Hot 100 deoarece nu a fost extrasă pe single; conform regulilor de atunci, pentru a intra în top, o piesă trebuia lansată într-un format precum vinil sau CD, nu doar la posturile radio. "Don't Speak" a devenit un hit și în Modern Rock Tracks, unde a atins locul doi, în Adult Contemporary, unde a ocupat poziția cu numărul șase, în Adult Top 40, unde s-a clasat pe prima poziție și Rhythmic Top 40, clasament în care a ajuns pe locul nouă. Piesa a devenit șlagăr la nivel internațional, în februarie 1997 atingând locul întâi în clasamentele din Regatul Unit, Belgia, Suedia, Norvegia, Austria, Australia, Elveția și Noua Zeelandă. În Franța și Finlanda s-a clasat pe locul patru.
"Excuse Me Mr." și "Happy Now?" au fost al patrulea, și respectiv, al cincilea single. "Excuse Me Mr." a devenit un hit de top 20 în Billboard Modern Rock Tracks chart și Noua Zeelandă, dar "Happy Now?" a fost un eșec comercial. "Sunday Morning", al șaselea single, a atins locul 35 în Billboard Top 40 Mainstream chart, numărul 55 în Suedia, locul 21 în Australia și poziția 42 în Noua Zeelandă. Compunea piesei a avut loc după o ceartă dintre Kanal și Stefani, când încă erau împreună, prin ușa băii părinților lui din Yorba Linda, California. Stefani a schimbat apoi versurile pentru a vorbi despre despărțirea lor. "Hey You!" a fost ultimul single de pe Tragic Kingdom, atingând locul 51 în Olanda.

## Recepția

### Lansarea și impactul
Tragic Kingdom a fost lansat de Trauma/Interscope pe 10 octombrie 1995, însă nu a apărut în clasamentul Billboard 200 până în prima săptămână din ianuarie 1996. Pentru a promova albumul, Trauma a pornit o companie stradală direcționată către liceeni și comunității sporturilor extreme, No Doubt făcând parte din turneul Warped Tour, sponsorizat de mai multe companii de skateboarduri, interpretând la mai multe festivaluri de skate-board. Albumul a ocupat poziții joase în Billboard 200, intrând în top 100 abia în februarie 1996, când a urcat 27 de poziții până pe locul 89. Palmer a atribuit succesul unei emisiuni găzduite de Stefani în ianuarie 1996 pe Channel One News ce a fost difuzată în 12.000 de clase, precum și unui concert ce a urmat într-un magazin Blckbuster Inc. din Fresno, California.
În mai 1996 formația a lucrat cu HMV, MuchMusic și Universal Music Group pentru o promovare globală în magazine. Grupul a susținut un concert și un interviu pentru studiourile MuchMuch din Toronto, Ontario, eveniment ce a fost difuzat live în magazinele HMV din toată lumea, fanii putând să le pună și întrebări prin intermediul prezentatorului MuchMusic; vânzările s-au dublat în săptămâna următoare. Sponsorii evenimentului au purtat discuții cu Guinness World Records pentru a crea o categorie pentru cea mai mare campanie promoțională virtuală în magazine.

Tragic Kingdom avea să ajungă în vârful clasamentului Billboard 200 în decembrie 1996, unde a staționat opt săptămâni. A fost al doilea cel mai de succes album al anului 1997 în Statele Unite, după albumul Spice de Spice Girls. În februarie 1999, Recording Industry Association of America i-a oferit discul de diamant pentru zece milioane de exemplare distribuite. Până în aprilie 2004, albumul fusese vândut în aproximativ 16 milioane de copii internațional, fiind unul din cele mai bine vândute albume ale tuturor timpurilor pe mapamond. Succesul comercial al discului a dus la un interes mai mare al caselor de discuri față de formațiile ska, iar mai multe case de discuri independente au lansat albume și compilații ska. Chitaristul și vocalistul grupului Save Ferris, Brian Mashburn a declarat că No Doubt a ajutat formațiile ca cele ale lui să primească atenție din partea publicului. Tragic Kingdom a atins locul întâi și în Canada în 1996, primind disc de diamant în august 1997. În Europa, albumul a ocupat prima poziție în Belgia, Finlanda și Norvegia, top cinci în Austria, Elveția, Germania, Olanda, Regatul Unit și Suedia, precum și top 20 în Franța.

### Recenzii
Albumul a primit, în general, recenzii pozitive. David Fricke de la Rolling Stone l-a descris ca fiind "agil, o variantă suburbană albă pentru ska și pop în stil Blondie." Totuși, a criticat șlagărul "Don't Speak" ca fiind o "poșircă iritantă", vocea lui Stefani fiind descrisă ca "murmure stridente". În 2003, albumul a fost plasat pe locul 441 în lista realizată de revistă a celor mai bune albume ale tuturor timpurilor. Entertainment Weekly i-a oferit nota C+, David Browne atribuind vânzările discului aspectului fizic al lui Stefani, concluzionând că "sexul încă vinde". Totuși, a descris muzica acestora ca fiind "o bucată sănătoasă de new wave pentru petreceri, un stil de funk alb ca Red Hot Chili Peppers, cu ceva reggae, chitare hair-metal schelălăitoare, disco, corni ska". "Just a Girl" a fost descrisă ca "un zăngănit ska vesel", "Don't Speak" ca o "baladă de prost gust", "Sixteen" fiind considerat "cântecul solidarității cu adolescentele neînțelese", iar "Spiderwebs" și "End It on This", cântece în care "[Stefani] își recunoaște obsesia cu ratații și încearcă să se elibereze".
Criticul Mike Boehm de la Los Angeles Times l-a apreciat, considerându-l o îmbunătățire față de "compozițiile difuze și aiurite de pe albumele anterioare". Într-o recenzie favorabilă oferită de The Village Voice, criticul Chuck Eddy a considerat că "No Doubt reînvie exuberanța new-wave pierdută în anii '80". Allmusic l-a numit "distracție pură", descriind muzica ca fiind "ceva între punk-ul anilor 1990, third-wave ska și sensibilitate pop", o combinație între "melodicitatea new wave, rock-ul post-grunge și răsăritul de pe Coasta de Vest", alegând "Just a Girl" și "Don't Speak" ca piese ce sigur se vor bucura de popularitate la radio. Yahoo! Music l-a numit "fenomenal", considerând fiecare piesă un posibil hit. Robert Christgau i-a oferit doar un C+, numind-o pe Stefani "debilă mintal", iar albumul "supraeveluat". Adrienne Warrell de la 34th Street Magazine i-a oferit o recenzie pozitivă, apreciindu-i atracția emanată de adolescenți față de el.
La premiile Grammy din 1997, No Doubt au fost nominalizați pentru "Cel mai bun artist" și "Cel mai bun album rock".

## Turneul
No Doubt au pornit în turneul Tragic Kingdom după lansarea albumului. I-au ales pe Luc Lafortune și Michael Keeling, membri Project X, pentru decoruri. Formația le-a sugerat să-l creeze ca un luminiș într-o pădure. Project X au creat trei copaci antropomorfici cu portocale luminoase. Spectacolul a conținut și confeti, pentru a simula ploaia. Formația plănuise ca turneul să dureze două luni, dar a ajuns să dureze doi ani și jumătate.
Un concert de la începutul anului 1997 de la Arrowhead Pond of Anaheim a fost filmat și lansat pe VHS pe 11 noiembrie 1997. A fost relansat pe 25 noiembrie 2003 pe DVD ca parte a albumui compilație Boom Box.

## Lista pieselor
| #  | Titlu              | Compozitori                           | Durată |
| -- | ------------------ | ------------------------------------- | ------ |
| 01 | "Spiderwebs"       | Gwen Stefani, Tony Kanal              | 4:28   |
| 02 | "Excuse Me Mr."    | G. Stefani, Tom Dumont                | 3:04   |
| 03 | "Just a Girl"      | G Stefani, Dumont                     | 3:29   |
| 04 | "Happy Now?"       | G. Stefani, Dumont, Kanal             | 3:43   |
| 05 | "Different People" | Eric Stefani, G. Stefani, Kanal       | 4:34   |
| 06 | "Hey You!"         | G. Stefani, Kanal                     | 3:34   |
| 07 | "The Climb"        | E. Stefani                            | 6:37   |
| 08 | "Sixteen"          | G. Stefani, Kanal                     | 3:21   |
| 09 | "Sunday Morning"   | Kanal, G. Stefani, E. Stefani         | 4:33   |
| 10 | "Don't Speak"      | E. Stefani, G. Stefani                | 4:23   |
| 11 | "You Can Do It"    | G. Stefani, E. Stefani, Dumont, Kanal | 4:13   |
| 12 | "World Go 'Round"  | Kanal, G. Stefani                     | 4:09   |
| 13 | "End It on This"   | G. Stefani, Dumont, Kanal, E. Stefani | 3:45   |
| 14 | "Tragic Kingdom"   | E. Stefani                            | 5:31   |

## Personal
| - Gwen Stefani – voce - Tom Dumont – chitară - Tony Kanal – chitară bas - Eric Stefani – clase - Adrian Young – percuție, tobe - Phil Jordan – trompetă - Gabrial McNair – clape, trombon - Stephen Bradley – clase, trompetă - Bill Bergman – saxofon - Aloke Dasgupta – sitar - Melissa "Missy" Hasin – flaut - Nick Lane – trombon - Les Lovitt – trompetă - Stephen Perkins – tobe - Greg Smith – saxofon - Matthew Wilder – clape | - Producător: Matthew Wilder - Ingineri: Ray Blair, Matt Hyde, Phil Kaffel, George Landress, Johnny Potoker - Mixaj: David J. Holman, Paul Palmer - Mixaj studio: Cactus Studio - Mastering: Robert Vosgien - Regizor: Albhy Galuten - Fotograf: Dan Arsenault, Shelly Robertson |

## Clasamente
| Clasament(1995–97)      | Poziția maximă |
| ----------------------- | -------------- |
| Australia               | 3              |
| Austria                 | 2              |
| Belgia (Flandra)        | 1              |
| Belgia (Valonia)        | 1              |
| Canada                  | 1              |
| Danish Albums Chart     | 1              |
| Dutch Albums Chart      | 2              |
| European Top 100 Albums | 2              |
| Finlanda                | 1              |
| Franța                  | 14             |
| Germania                | 2              |
| Ungaria                 | 6              |
| Irish Albums Chart      | 1              |
| Italia                  | 13             |
| Japonia                 | 71             |
| Noua Zeelandă           | 1              |
| Norvegia                | 1              |
| Portugalia              | 3              |
| Suedia                  | 3              |
| Elveția                 | 3              |
| UK Albums Chart         | 3              |
| US Billboard 200        | 1              |
| US Top Heatseekers      | 1              |

| Țara          | Certificate |
| ------------- | ----------- |
| Argentina     | Aur         |
| Australia     | 4× Platină  |
| Austria       | Aur         |
| Canada        | Diamant     |
| Europa        | 2× Platină  |
| Finlanda      | Platină     |
| Franța        | 2× Aur      |
| Germania      | Aur         |
| Noua Zeelandă | 5× Platină  |
| Norvegia      | Platină     |
| Suedia        | 2× Platină  |
| Elveția       | Platină     |
| Regatul Unit  | Platină     |
| Statele Unite | 10× Platină |

| Țara (1997)                    | Poziția maximă |
| ------------------------------ | -------------- |
| Australian Albums Chart        | 6              |
| Austrian Albums Chart          | 12             |
| Belgian Albums Chart (Flandra) | 24             |
| Belgian Albums Chart (Valonia) | 21             |
| Danish Albums Chart            | 4              |
| French Albums Chart            | 42             |
| Swiss Albums Chart             | 11             |
| UK Albums Chart                | 26             |
| US Billboard 200               | 2              |

| Clasament (1990–99) | Poziția |
| ------------------- | ------- |
| US Billboard 200    | 22      |